# Lista najlepiej sprzedających się gier na PlayStation 4

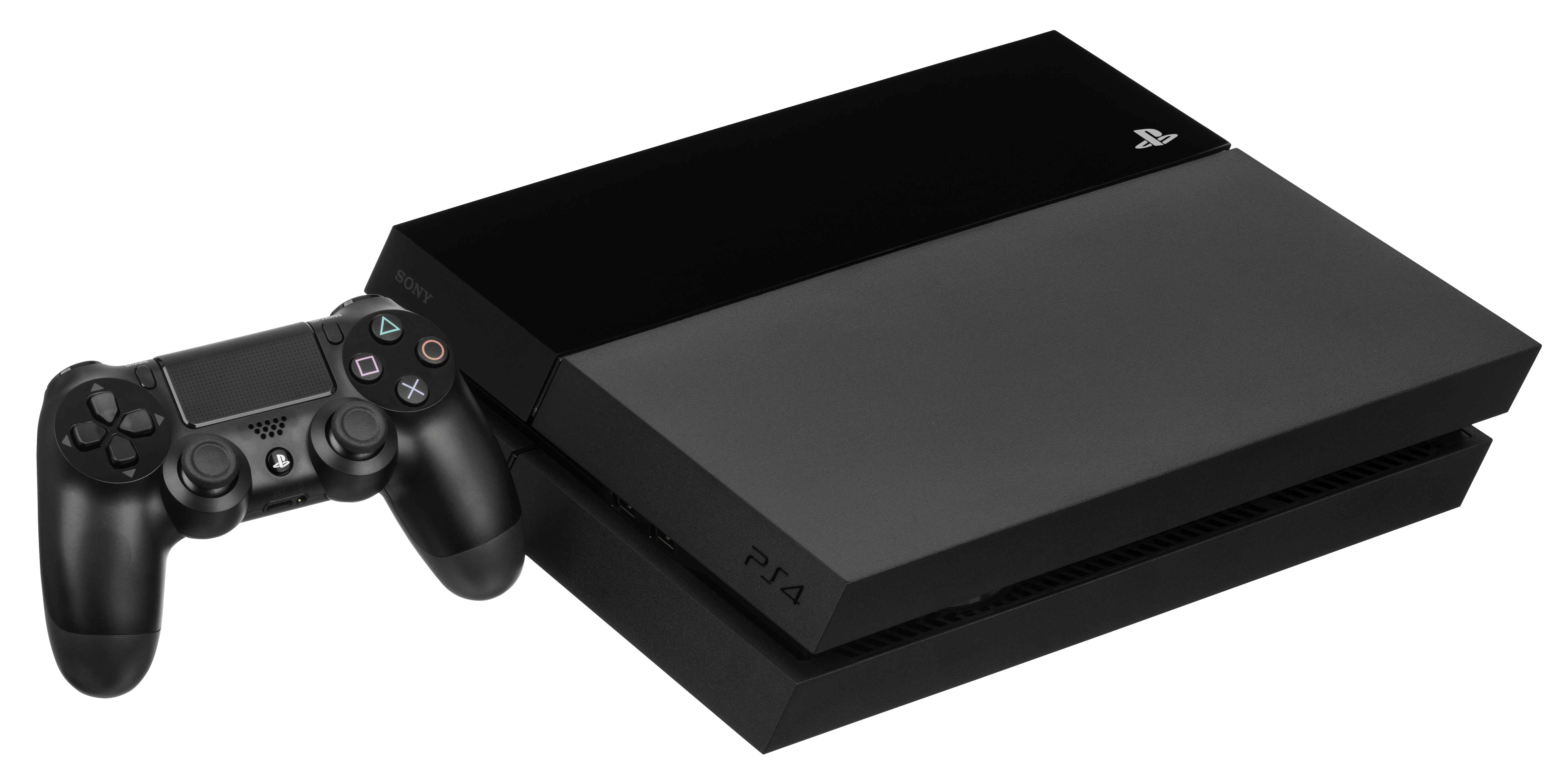
PlayStation 4 z kontrolerem DualShock 4.

Lista najlepiej sprzedających się gier na konsolę PlayStation 4, które sprzedano w co najmniej jednym milionie egzemplarzy.

## Lista
| Gra                                       | Sprzedane egzemplarze | Seria                  | Data premiery        | Gatunek                                               | Producent                 | Wydawca                                   |
| ----------------------------------------- | --------------------- | ---------------------- | -------------------- | ----------------------------------------------------- | ------------------------- | ----------------------------------------- |
| Marvel's Spider-Man                       | 20 milionów           | Spider-Man             | 7 września 2018      | przygodowa gra akcji                                  | Insomniac Games           | Sony Interactive Entertainment            |
| God of War                                | 19,5 miliona          | God of War             | 20 kwietnia 2018     | przygodowa gra akcji, hack and slash                  | Santa Monica Studio       | Sony Interactive Entertainment            |
| Uncharted 4: Kres złodzieja               | 16 milionów           | Uncharted              | 10 maja 2016         | przygodowa gra akcji                                  | Naughty Dog               | Sony Interactive Entertainment            |
| Gran Turismo Sport                        | 12,73 miliona         | Gran Turismo           | 17 października 2017 | wyścigi                                               | Polyphony Digital         | Sony Interactive Entertainment            |
| Wiedźmin 3: Dziki Gon                     | 12,4 miliona          | Wiedźmin               | 19 maja 2015         | fabularna gra akcji                                   | CD Projekt Red            | CD Projekt                                |
| The Last of Us Remastered                 | 10 milionów           | The Last of Us         | 29 lipca 2014        | przygodowa gra akcji, survival horror                 | Naughty Dog               | Sony Computer Entertainment               |
| Horizon Zero Dawn                         | 10 milionów           | Horizon                | 28 lutego 2017       | fabularna gra akcji                                   | Guerrilla Games           | Sony Interactive Entertainment            |
| The Last of Us Part II                    | 10 milionów           | The Last of Us         | 19 czerwca 2020      | przygodowa gra akcji, survival horror                 | Naughty Dog               | Sony Interactive Entertainment            |
| Star Wars: Battlefront                    | 8,42 miliona          | Gwiezdne wojny         | 17 listopada 2015    | strzelanka pierwszoosobowa, strzelanka trzecioosobowa | EA DICE                   | Electronic Arts                           |
| Ghost of Tsushima                         | 8 milionów            | —                      | 17 lipca 2020        | przygodowa gra akcji, skradanka                       | Sucker Punch Productions  | Sony Interactive Entertainment            |
| Bloodborne                                | 7,46 miliona          | —                      | 24 marca 2015        | fabularna gra akcji                                   | FromSoftware Japan Studio | Sony Computer Entertainment               |
| Days Gone                                 | 7,32 miliona          | —                      | 26 kwietnia 2019     | przygodowa gra akcji                                  | Bend Studio               | Sony Computer Entertainment               |
| Ratchet & Clank                           | 7 milionów            | Ratchet & Clank        | 12 kwietnia 2016     | strzelanka trzecioosobowa, gra platformowa            | Insomniac Games           | Sony Interactive Entertainment            |
| Infamous Second Son                       | 6 milionów            | Infamous               | 21 marca 2014        | przygodowa gra akcji                                  | Sucker Punch Productions  | Sony Computer Entertainment               |
| Uncharted: The Nathan Drake Collection    | 5,7 miliona           | Uncharted              | 7 października 2015  | przygodowa gra akcji, strzelanka trzecioosobowa       | Bluepoint Games           | Sony Computer Entertainment               |
| Detroit: Become Human                     | 5,5 miliona           | —                      | 25 maja 2018         | gra przygodowa                                        | Quantic Dream             | Sony Interactive Entertainment            |
| Final Fantasy VII Remake                  | 5 milionów            | Final Fantasy          | 10 kwietnia 2020     | fabularna gra akcji                                   | Square Enix               | Square Enix                               |
| Monster Hunter: World                     | 4 miliony             | Monster Hunter         | 26 stycznia 2020     | fabularna gra akcji                                   | Capcom                    | Capcom                                    |
| Cyberpunk 2077                            | 3,84 miliona          | —                      | 10 grudnia 2020      | fabularna gra akcji                                   | CD Projekt Red            | CD Projekt                                |
| FIFA 17                                   | 3,12 miliona          | FIFA                   | 27 września 2016     | gra sportowa                                          | EA Vancouver EA Bucharest | Electronic Arts                           |
| Nier: Automata                            | 2,6 miliona           | Drakengard             | 23 lutego 2017       | fabularna gra akcji, hack and slash                   | PlatinumGames             | Square Enix                               |
| Final Fantasy XV                          | 2,58 miliona          | Final Fantasy          | 29 listopada 2016    | fabularna gra akcji                                   | Square Enix               | Square Enix                               |
| Crash Bandicoot N. Sane Trilogy           | 2,5 miliona           | Crash Bandicoot        | 30 czerwca 2017      | platformówka                                          | Vicarious Visions         | Activision                                |
| Grand Theft Auto V                        | 2,49 miliona          | Grand Theft Auto       | 18 listopada 2014    | przygodowa gra akcji                                  | Rockstar North            | Rockstar Games                            |
| FIFA 18                                   | 2,47 miliona          | FIFA                   | 29 września 2017     | gra sportowa                                          | EA Vancouver EA Bucharest | Electronic Arts                           |
| Naruto Shippuden: Ultimate Ninja Storm 4  | 2,4 miliona           | Naruto: Ultimate Ninja | 4 lutego 2016        | bijatyka, gra akcji                                   | CyberConnect2             | Bandai Namco Entertainment                |
| Persona 5 Royal                           | 2,3 miliona           | Persona                | 31 października 2019 | gra fabularna, symulator socjalny                     | P-Studio                  | Atlus Deep Silver Sega                    |
| Killzone: Shadow Fall                     | 2,1 miliona           | Killzone               | 15 listopada 2013    | strzelanka pierwszoosobowa                            | Guerrilla Games           | Sony Computer Entertainment               |
| Knack                                     | 2 miliony             | —                      | 15 listopada 2013    | gra akcji, gra platformowa                            | Japan Studio              | Sony Computer Entertainment               |
| Driveclub                                 | 2 miliony             | —                      | 15 listopada 2013    | wyścigi                                               | Evolution Studios         | Sony Computer Entertainment               |
| Minecraft: PlayStation 4 Edition          | 2 miliony             | Minecraft              | 4 września 2014      | sandbox, gra survivalowa                              | 4J Studios                | Sony Computer Entertainment               |
| FIFA 20                                   | 1,76 miliona          | FIFA                   | 24 września 2019     | gra sportowa                                          | EA Vancouver EA Bucharest | Electronic Arts                           |
| Nioh 2                                    | 1,46 miliona          | Drakengard             | 12 lutego 2020       | fabularna gra akcji, hack and slash                   | Team Ninja Kou Shibusawa  | Sony Interactive Entertainment Koei Tecmo |
| FIFA 19                                   | 1,45 miliona          | FIFA                   | 25 września 2018     | gra sportowa                                          | EA Vancouver EA Bucharest | Electronic Arts                           |
| Battlefield 1                             | 1,36 miliona          | Battlefield            | 21 października 2016 | strzelanka pierwszoosobowa                            | EA DICE                   | Electronic Arts                           |
| Dragon Quest XI: Echoes of an Elusive Age | 1,34 miliona          | Dragon Quest           | 29 lipca 2017        | gra fabularna                                         | Square Enix               | Square Enix                               |
| Final Fantasy XII: The Zodiac Age         | 1,2 miliona           | Final Fantasy          | 11 lipca 2017        | gra fabularna                                         | Square Enix               | Square Enix                               |
| Metal Gear Solid V: The Phantom Pain      | 1,11 miliona          | Metal Gear             | 1 września 2015      | przygodowa gra akcji, skradanka                       | Kojima Productions        | Konami                                    |
| Crash Team Racing Nitro-Fueled            | 1,03 miliona          | Crash Bandicoot        | 21 czerwca 2019      | kart racing game                                      | Beenox                    | Activision                                |
| Kingdom Hearts III                        | 1 milion              | Kingdom Hearts         | 25 stycznia 2019     | fabularna gra akcji                                   | Square Enix               | Square Enix                               |
| Nioh                                      | 1 milion              | Drakengard             | 7 lutego 2017        | fabularna gra akcji, hack and slash                   | Team Ninja Kou Shibusawa  | Sony Interactive Entertainment Koei Tecmo |